# Tanychaeta
Tanychaeta là một chi bướm đêm thuộc phân họ Tortricinae của họ Tortricidae.

## Các loài
- Tanychaeta neanthes (Turner, 1933)